# 布雷登 (伊利諾伊州)
布雷登（英語：Braden）是位於美國伊利諾伊州漢密爾頓縣的一個非建制地區。該地的面積和人口皆未知。

## 地理
布雷登的座標為37°59′47″N 88°36′58″W / 37.99639°N 88.61611°W，而該地的平均海拔高度為139米（即456英尺）。